# Samsun (tartomány)
Samsun tartomány Törökország egyik fekete-tengeri tartománya, székhelye Samsun városa. Északnyugaton Sinop, nyugaton Çorum, délen Amasya, délkeleten Tokat, keleten pedig Ordu határolja.

## Körzetek
A tartománynak 15 körzete van:
- Alaçam
- Asarcık
- Ayvacık
- Bafra
- Çarşamba
- Havza
- Kavak
- Ladik
- Ondokuz Mayıs
- Salıpazarı
- Samsun
- Tekkeköy
- Terme
- Vezirköprü
- Yakakent